# جام خیریه انگلستان ۱۹۹۵
 جام خیریه انگلستان ۱۹۹۵ ، ۷۳امین رقابت سالانه مابین قهرمانان لیگ برتر انگلستان و جام حذفی فوتبال انگلستان است.
این مسابقه در تاریخ ۱۳ آگوست ۱۹۹۵ مابین تیم‌های اورتون و بلکبرن در ورزشگاه ومبلی لندن برگزار شده‌است.
تیم اورتون در این مسابقه توانست با نتیجه یک بر صفر به پیروزی برسد.

## جزئیات مسابقه
| اورتون      | ۱ – ۰ | بلکبرن |
| ----------- | ----- | ------ |
| ساموایس ۵۷' |       |        |